# Закон Ачербо
Закон Ачербо — італійський виборчий закон 18 листопада 1923 року, запропонований бароном Джакомо Ачербо і проведений через італійський парламент.

## Суть Закону
Відповідно до Закону Ачербо, партія, яка отримала перше місце на виборах і не менше 25 % дійсних голосів, отримувала 66 % місць в парламенті. Решта мандатів розподілялися між іншими партіями згідно з пропорційною системою. На практиці закон закріпив владу фашистської партії.

## Дія Закону
На виборах 1924 року, проведених згідно з новим законом, Беніто Муссоліні отримав лояльний парламент, що сприяло встановленню його диктатури. Іронія полягала в тому, що фашисти та їхні союзники домоглися на виборах підтримки 2/3 виборців, що дало б їм 2/3 місць в парламенті і при старій редакції закону.

## Реакція опозиції
Італійська соціалістична партія не визнала прийняття закону і не брала участь в уряді, що дало Муссоліні ще більшу свободу дій. Опозиційні депутати сформували так званий Авентинський блок і відмовилися брати участь в роботі парламенту, чим фактично зробили його однорідно фашистським. Пізніше ряд керівників соціалістів включаючи Джакомо Маттеотті були вбиті фашистськими агентами.